# Onozalukhu You
Onozalukhu You is een bestuurslaag in het regentschap Nias Barat van de provincie Noord-Sumatra, Indonesië. Onozalukhu You telt 499 inwoners (volkstelling 2010).